# Walter Kampmann

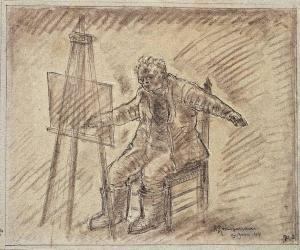
Selbstbildnis mit Staffelei, Entstehungsdatum unbekannt

Walter Kampmann (* 4. Dezember 1887 in Elberfeld; † 12. Dezember 1945 in Berlin) war ein deutscher Maler des Expressionismus, Grafiker und Bildhauer.

## Leben und Werk

### Weimarer Republik
Der Sohn des Musikdirektors Wilhelm Kampmann und seiner Frau Ida absolvierte sein Studium an der Kunstgewerbeschule Elberfeld bei Heinrich Phieler und Max Bernuth und war dort ab 1913 als Lehrer für Schrift und Grafik tätig. Seine Kommilitonin Frieda Fuchs (1890–1933) wurde seine erste Frau. Zwischen 1914 und 1918 wurde er als Soldat im Ersten Weltkrieg in Frankreich stationiert. In dieser Zeit schuf er eine Anzahl von Grafiken wie Zum Angriff, Sturmangriff, Einschlagende Granate, Kampf und Attacke, die später von den Nationalsozialisten als „entartete Kunst“ beschlagnahmt und vernichtet wurden.
1919 wurde er als Lehrer an die Höhere Fachschule für Textil- und Bekleidungsindustrie nach Berlin berufen.

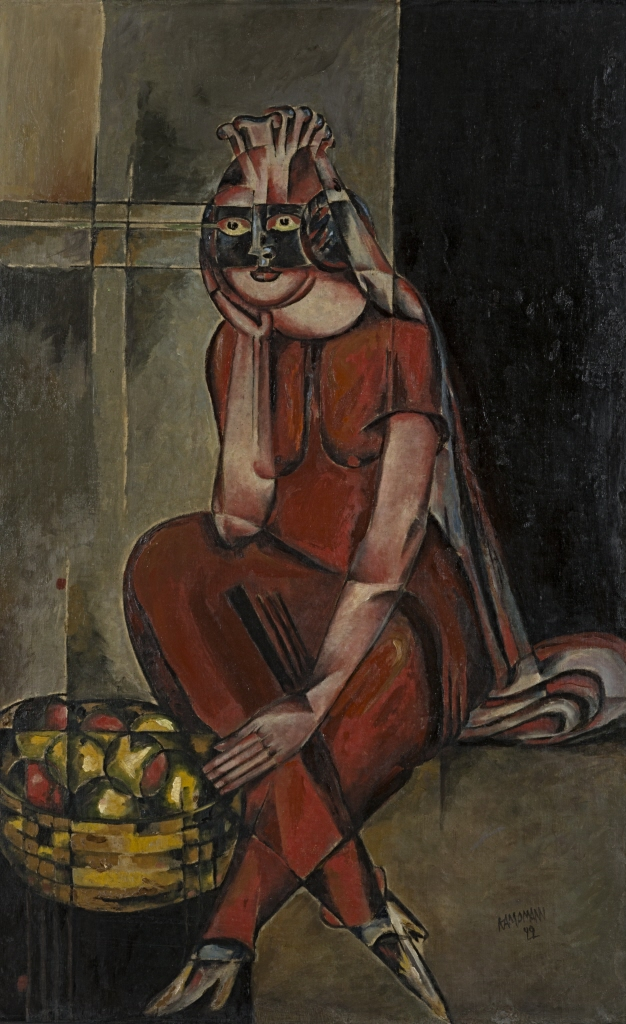
Mädchen mit Maske, 1922, Ölgemälde, Berlinische Galerie

In den 1920er Jahren leitete Kampmann dort die Fachklasse für Weberei und Stickerei bzw. für angewandte Kunst. 1921 wurde er Mitglied der Novembergruppe; darüber hinaus war er Mitglied des Deutschen Werkbundes. An der Fachschule lernte er 1925 die Schülerin Käte Krischke kennen, die seine Mitarbeiterin wurde. Nach dem Tod seiner ersten Frau 1933 heiratete das Paar 1934. Unter dem Künstlernamen Kat Kampmann wurde sie ebenfalls erfolgreich.
Spiritualität und Religiosität waren ein zentrales Thema in Kampmanns Arbeiten. Auf der Großen Berliner Kunstausstellung von 1923 war Kampmanns Werk Das Nichts zu sehen. 1927 entwarf Kampmann für die Berliner „Ausstellung religiöser Kunst“ einen eigenen Kultraum. 1932 gründete er gemeinsam mit Paul Klee, Max Beckmann, Wassily Kandinsky, Oskar Moll, Georg Muche und Lyonel Feininger die Künstlergruppe Selection, die 1933 verboten wurde.

### Nationalsozialismus

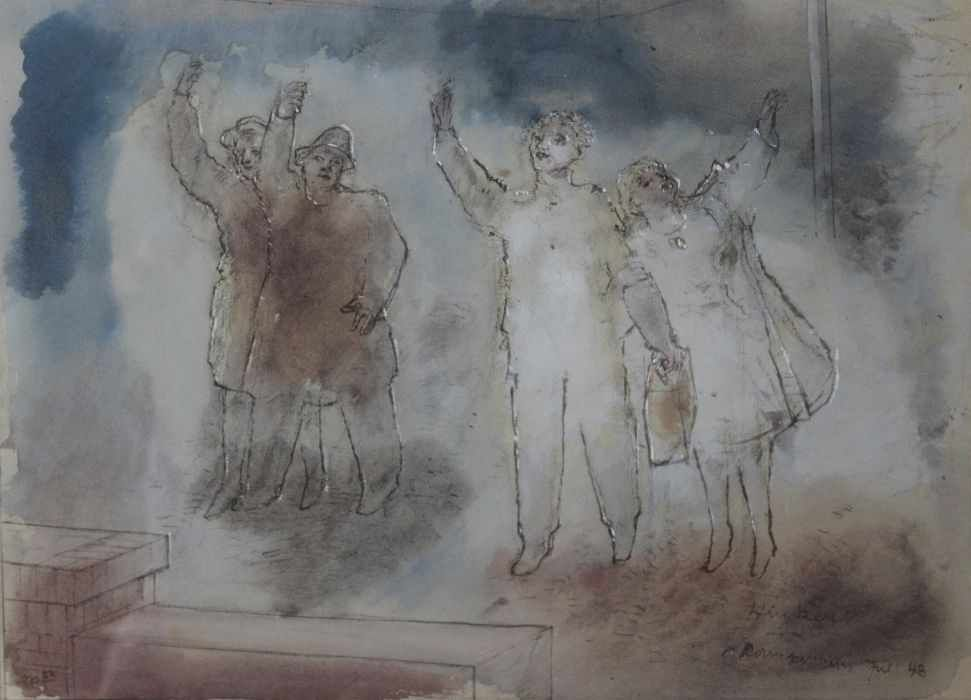
Winken, Aquarell, Juli 1943

Insbesondere wegen seiner Mitgliedschaft in der Novembergruppe erhielt Kampmann nach der Machtergreifung der Nationalsozialisten Ausstellungs- und Arbeitsverbot als Künstler, als Lehrer wurde er 1934 beurlaubt, 1937 entlassen. 1934 zog Kampmann mit Käte und den Kindern daraufhin von Berlin nach Rangsdorf und flüchtete sich aus dem öffentlichen Leben in die innere Emigration, wo er an seinem graphischen und plastischen Werk arbeitete. 1936 wurde er in ein „Künstlerumschulungslager“ in Hohenlychen inhaftiert, wo er unter anderem Plastiken von Adolf Hitler und Dietrich Eckart gestalten musste. 1937 wurden im Rahmen der deutschlandweiten konzertierten Aktion "Entartete Kunst" Grafiken Kampmanns aus der Städtischen Bildergalerie Wuppertal-Elberfeld beschlagnahmt und vernichtet.
1942 wurde Kampmann zum Dienst bei den Henschel Flugzeug-Werken verpflichtet und noch 1945 zur Luftwaffe eingezogen. Bei Kriegsende wurde er von den Engländern in Hamburg gefangen genommen. Nach seiner Rückkehr nach Rangsdorf nahm er im November 1945 in Blankenfelde an der Kunstausstellung des Kreises Teltow. Bezirk III teil. Wenig später verstarb er herzkrank an Entkräftung. Er wurde auf dem Rangsdorfer Friedhof beigesetzt.

## Familie
Walter Kampmann hatte mit seiner ersten Frau Frieda drei Söhne, den Bildhauer Bodo Heinrich, Horst Egon und den Architekten Winnetou Ulf (1927–2001). Mit seiner zweiten Frau Kat Kampmann hatte er ebenfalls drei Kinder, den Bildhauer Rüdiger-Utz, Isa-Gabriele und die Kostümbildnerin Cornelia-Angelika.
Walter Kampmanns jüngerer Bruder Alexander Kampmann (1898–1970) war ebenfalls Künstler.

## Weitere Werke (Auswahl)
- Die Wache wechselt (1934, Gouache, 30,5 × 47,5 cm)
- Möwe (1925, Deckfarben mit Spritztechnik, 44,6 × 57,5 cm; Kunstsammlung der Universität Göttingen)[14][15]

## Ausstellungen und Nachlass
1948 wurde Kampmann und Gustav Klimt eine Gedächtnisausstellung in der Wiener Albertina gewidmet. Der junge Friedensreich Hundertwasser wurde vom Besuch dieser Ausstellung und von den Werken und Techniken Kampmanns nachhaltig beeinflusst, insbesondere Kampmanns „Seelenbäume“ wurden für ihn zur Inspiration. In einigen seiner Werke, etwa in der Druckserie Ein Regentag mit Walter Kampmann oder Guten Tag, Herr Kampmann, nimmt er direkt Bezug auf diese Einflüsse.
Werke von Walter Kampmann sind heute unter anderem in den Sammlungen des Museum Folkwang und des mumok zu sehen.